# 中口村
中口村（なかぐちむら）は、石川県河北郡にあった村。現在の金沢市の中部、北陸本線金沢駅北東の浅野川対岸から北陸自動車道金沢東インターチェンジの西側にかけての地域にあたる。

## 地理
- 河川 ： 浅野川、金腐川

## 歴史

### 村名の由来
金沢城下に「大樋口」「堀川口」があり、これらの中間に位置することから。

### 沿革
- 1889年（明治22年）4月1日 - 町村制の施行により、大衆免村、浅野村、浅野中島村、乙丸村、高柳村及び田中村の区域をもって、中口村が発足する。
- 1907年（明治40年）8月10日 - 小金村、坂井村、中口村及び金川村が合併して、小坂村が発足する。

## 交通

### 鉄道路線
村域を国有鉄道の北陸線（現・北陸本線）が通過したが、駅は所在しなかった。

### 道路
現在は旧村域を北陸自動車道が通過するが、当時は未開通。